# アウトバーン 71
アウトバーン 71（ドイツ語: Bundesautobahn 71, BAB 71 または A 71）はドイツの高速道路、アウトバーンの一路線である。
北のザクセン＝アンハルト州ザンガーハウゼンから南のバイエルン州シュヴァインフルトまで220 kmの路線を持つ地方道路である。テューリンゲン州を北から南西まで縦断する。ドイツ再統一後新たに建設されたアウトバーンである。路線にあるレンシュタイクトンネルは7.9 kmの長さでドイツ国内の最も長いアウトバーントンネルである。

## 引用
1. ↑  Thüringer Allgemeine: 3. September: Freigabe der Autobahn. 18. August 2015
2. ↑  Gundolf Denzer, Reinhold Maidl: Rennsteigtunnel – Längster Autobahntunnel in Deutschland. In: Tunneltechnologie für die Zukunftsaufgaben in Europa. Balekma-Verlag, Rotterdam 1999, ISBN 90-5809-051-5, S. 97–106.